# Charles Kjerulf

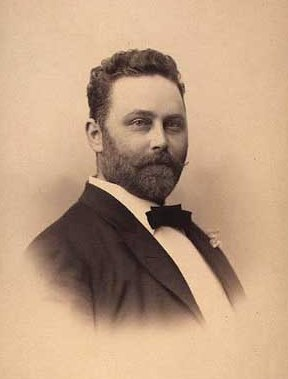
Charles Kjerulf.

Charles Theodor Martin Kjerulf, född 22 mars 1858, död 22 augusti 1919, var en dansk musikjournalist och kompositör.
Kjerulf kom tidigt in på den journalistiska banan. Han verkade som musikrecensent i Dagsavisen  från 1880 och i Politiken 1886–1919. För teatern skrev Kjerulf musik såsom till Kejserens ny Klæder, Dansen paa Koldinghus och många andra dramatiska arbeten. Av hans hand föreligger en dansk översättning av Fredmans epistlar (1920) samt ett självbiografiskt arbete, Grøn Ungdom (1915), fortsatt av Gift og hjemfaren (1917).